# Бонифаций IX
Папа Бонифаций IX (на латински: Bonifacius PP IX) роден Пиетро Томачели (на италиански: Pietro Tomacelli) е глава на Римокатолическата църква от 1389 г. до смъртта си, 203-тия поред папа в традиционното броене.